# Сантана Лопеш, Педру
Пе́дру Миге́л де Санта́на Ло́пеш (порт. Pedro Miguel de Santana Lopes, род. 29 июня 1956, Лиссабон) — португальский правый политик, видный деятель Социал-демократической партии, премьер-министр Португалии с 29 июня 2004 до 12 марта 2005.
Сантана Лопеш окончил Лиссабонский университет и уже в 1976 году вступил в Социал-демократическую партиию (СДП), в рядах которой начал политическую карьеру, став в 1979 году секретарём премьер-министра Франсишку Са Карнейру, а в 1986 году — заместителем государственного секретаря в правительстве Анибала Каваку Силвы. В 1987—1989 годах он был депутатом Европейского парламента, возглавляя список СДП на выборах туда, в 1995—1997 годах — президентом футбольного клуба Спортинг, в 1998—2001 годах — мэром Фигейра-да-Фош, а в 2002—2004 годах — мэром Лиссабона. Также он работал политическим и спортивным комментатором в газетах и на телевидении.
После трёх неудачных попыток стать председателем СДП Сантана Лопеш принял в 2001 году предложение председателя партии Жозе Мануэла Дурау Баррозу стать его заместителем, а после перехода Баррозу на пост главы Европейской комиссии стал в 2004 году его преемником на посту премьер-министра. Тот факт, что Сантана Лопеш на момент назначения на должность не был депутатом парламента, экономические проблемы и забастовка учителей привели к тому, что президент Жорже Сампайю назначил на 2005 год досрочные парламентские выборы, на которых уверенную победу одержала Социалистическая партия Португалии во главе с Жозе Сократешом.
В феврале 2018 года Педру Сантана Лопеш вновь баллотировался на пост председателя СДП, но уступил представителю левого крыла Рую Риу. После этого он создал новую партию «Альянс».
Педру Сантана Лопеш женат в третьем браке, имеет пятерых детей. Вторая его жена — дочь крупного португальского военачальника эпохи Нового государства генерала Каулзы ди Арриаги.

## Награды
Награды Португалии
| Страна     | Дата             | Награда                               | Награда                               | Литеры |
| ---------- | ---------------- | ------------------------------------- | ------------------------------------- | ------ |
| Португалия | 19 января 2010 — | Кавалер Большого креста ордена Христа | Кавалер Большого креста ордена Христа | GCC    |

Награды иностранных государств
| Страна   | Дата вручения    | Награда                                                                                              | Награда                                                                                              | Литеры |
| -------- | ---------------- | --- | --- | ------ |
| Бразилия | 22 августа 1991— | Кавалер Большого креста ордена Южного Креста                                                         | Кавалер Большого креста ордена Южного Креста                                                         |        |
| Марокко  | 20 февраля 1995— | Кавалер Большой ленты ордена Алауитского трона                                                       | Кавалер Большой ленты ордена Алауитского трона                                                       |        |
| Венгрия  | 27 октября 2002— | Кавалер Большого креста ордена Заслуг                                                                | Кавалер Большого креста ордена Заслуг                                                                |        |
| Бразилия | 31 декабря 2003— | Кавалер Большого креста ордена Южного Креста                                                         | Кавалер Большого креста ордена Южного Креста                                                         |        |
| Австрия  | 11 ноября 2004—  | Кавалер Большого креста с Золотой звездой Почётного знака «За заслуги перед Австрийской Республикой» | Кавалер Большого креста с Золотой звездой Почётного знака «За заслуги перед Австрийской Республикой» |        |